# Корисні копалини Нової Зеландії
Корисні копалини Нової Зеландії.
Запаси корисних копалин в Новій Зеландії відносно невеликі. В країні є родовища вугілля, природного газу і нафти, руд срібла, вольфраму, заліза, золота, боксити (табл. 1).
Таблиця 1. — Основні корисні копалини Нової Зеландії станом на 1999 р.
| Корисні копалини               | Запаси       | Запаси   | Вміст корисного компоненту в рудах, % | Частка у світі, % |
| Корисні копалини               | Підтверджені | Загальні | Вміст корисного компоненту в рудах, % | Частка у світі, % |
| Боксити, млн т                 | 12           | 48       | 37 (Al2O3)                            |                   |
| Вольфрам, тис. т               | 2            | 4        | 0,2 (WO3)                             | 0,1               |
| Залізні руди, млн т            | 410          | 1060     | 16 (Fe)                               | 0,2               |
| Золото, т                      | 100          | 150      | 0,8 — 2,3 г/т                         | 0,2               |
| Природний горючий газ, млрд м3 | 68           |          |                                       |                   |
| Нафта, млн т                   | 21,2         |          |                                       |                   |
| Срібло, т                      | 300          | 400      | 25 г/т                                | 0,1               |
| Вугілля, млн т                 | 2026         | 12733    |                                       |                   |

Вуглеводні. На острові Північний, в Капуні і в районі Нью-Плімута виявлені відносно невеликі запаси нафти і природного газу. Найбільше газове родовище на шельфі, відкрите в 1969 на південний-захід від Нью-Плімута, освоюється з початку 1980-х років.
Кам'яне вугілля зустрічається досить часто, однак 90 % промислових запасів (переважне лігніту) зосереджені на острові Південний.
Поклади золота відкриті у 1852 спочатку на п-ові Коромандел, а потім на острові Південний.
Платиноїди. Прогнозні ресурси МГП Нової Зеландії незначні і складають до 300 т(~ 0,6 % світових).